# Лоренсо Морон Гарсія
Лоренсо Хесус Морон Гарсія (ісп. Lorenzo Jesús Morón García; нар. 30 грудня 1993, Марбелья, Іспанія), також відомий як Лорен — іспанський футболіст, нападник грецького клубу «Аріс» (Салоніки).

## Клубна кар'єра
Народився в Марбельї, Андалусія, і грав у молодіжних командах клубів «Пенья Лос Компадрес», «Марбелья» і «Васкес Сентрал». 2012 року він підписав контракт з клубом Терсери «Уніон Естепона». 1 вересня він дебютував у дорослому футболі, вийшовши на поле в матчі проти «Ель Пало» (0:1).
30 вересня 2012 року Лорен забив свій перший гол за клуб, ставши автором третього забитого м'яча в матчі проти «Велеса» (4:1). У січні наступного року він повернувся до «Марбельї», що грала в тому ж дивізіоні. 8 липня 2014 року після підвищення клубу в класі Лорена віддали в оренду до клубу четвертого дивізіону «Велес» на рік.
29 січня 2015 року він підписав контракт з клубом «Реал Бетіс» і його відразу ж відправили до резервної команди в Сегунду Б. За підсумками сезону 2015/2016 Лорен забив 13 м'ячів, але не зумів врятувати команду від вильоту. 20 червня 2016 року він продовжив свій контракт до 2018 року. 14 травня 2017 року футболіст відзначився першим хет-триком у кар'єрі в матчі проти «Атлетіко Еспеленьйо». Лорен став найкращим бомбардиром свого клубу в Терсері, забивши 15 м'ячів у 31 матчі, і допоміг йому повернутися в Сегунду Б.
30 січня 2018 року Лорен продовжив контракт з клубом до 2021 року і його підвищили до основної команди, що грає в чемпіонаті Іспанії. 3 лютого він дебютував у її складі, вийшовши на поле з перших хвилин і забивши дубль в домашньому матчі проти «Вільярреала» (2:1).

## Особисте життя
Батько Лорена, якого також звуть Лоренсо, теж був футболістом. Він грав на позиції центрального захисника і переважно виступав за клуби «Саламанка» і «Рекреатіво».

## Статистика виступів
Станом на матч, що відбувся 19 липня 2020
| Клуб               | Сезон              | Ліга               | Ліга | Ліга | Кубок | Кубок | Європа | Європа | Інші | Інші | Загалом | Загалом |
| Клуб               | Сезон              | Дивізіон           | Ігри | Голи | Ігри  | Голи  | Ігри   | Голи   | Ігри | Голи | Ігри    | Голи    |
| ------------------ | ------------------ | ------------------ | ---- | ---- | ----- | ----- | ------ | ------ | ---- | ---- | ------- | ------- |
| «Уніон Естепона»   | 2012–13            | Терсера Дивізіон   | 15   | 2    | —     | —     | —      | —      | —    | —    | 15      | 2       |
| «Марбелья»         | 2012–13            | Терсера Дивізіон   | 10   | 3    | —     | —     | —      | —      | —    | —    | 10      | 3       |
| «Марбелья»         | 2013–14            | Терсера Дивізіон   | 21   | 7    | —     | —     | —      | —      | 1    | 0    | 22      | 7       |
| «Велес»            | 2014–15            | Терсера Дивізіон   | 21   | 14   | —     | —     | —      | —      | —    | —    | 21      | 14      |
| «Бетіс Б»          | 2014–15            | Сегунда Дивізіон Б | 10   | 0    | —     | —     | —      | —      | —    | —    | 10      | 0       |
| «Бетіс Б»          | 2015–16            | Сегунда Дивізіон Б | 30   | 13   | —     | —     | —      | —      | —    | —    | 30      | 13      |
| «Бетіс Б»          | 2016–17            | Терсера Дивізіон   | 29   | 14   | —     | —     | —      | —      | 2    | 1    | 31      | 15      |
| «Бетіс Б»          | 2017–18            | Сегунда Дивізіон Б | 23   | 16   | —     | —     | —      | —      | —    | —    | 23      | 16      |
| «Бетіс Б»          | Загалом            | Загалом            | 92   | 43   | —     | —     | —      | —      | 2    | 1    | 94      | 44      |
| «Бетіс»            | 2017–18            | Ла-Ліга            | 15   | 7    | 0     | 0     | —      | —      | —    | —    | 15      | 7       |
| «Бетіс»            | 2018–19            | Ла-Ліга            | 33   | 6    | 6     | 2     | 6      | 0      | —    | —    | 45      | 8       |
| «Бетіс»            | 2019–20            | Ла-Ліга            | 36   | 10   | 3     | 2     | —      | —      | —    | —    | 39      | 12      |
| «Бетіс»            | Загалом            | Загалом            | 84   | 23   | 9     | 4     | 6      | 0      | —    | —    | 99      | 27      |
| Загалом за кар'єру | Загалом за кар'єру | Загалом за кар'єру | 243  | 92   | 9     | 4     | 6      | 0      | 2    | 1    | 234     | 97      |

## Титули і досягнення
- Найкращий бомбардир Грецької Суперліги (1):

«Аріс»: 2024